# Marc-André ter Stegen
Marc-André ter Stegen (Mönchengladbach, 30 d'abril de 1992) és un futbolista alemany, que juga a la posició de porter, actualment al FC Barcelona, del qual n'és capità. Considerat un dels millors porters del món, és conegut pels seus reflexos, les seves passades ràpides i la seva habilitat amb la pilota.
Després de quatre temporades a la 1.Bundesliga amb el Borussia Mönchengladbach, en les quals va jugar 108 partits, va fitxar pel Barça el 2014 per 12 milions d'euros. Va guanyar el triplet en la seva primera temporada al club, en la qual va disputar com a porter titular la Copa del Rei i la Lliga de Campions de la UEFA.
Ter Stegen ha representat en diverses ocasions la selecció alemanya des del seu debut el 2012. Va formar part de les seleccions alemanyes que assoliren les semifinals de l'Eurocopa 2016 i que guanyaren la Copa Confederacions de 2017; també disputà amb Alemanya el Mundial 2018, el Mundial 2022 i el Campionat d'Europa de futbol 2024.

## Trajectòria esportiva

### Borussia Mönchengladbach
L'any 1996 va entrar al Borussia Mönchengladbach, i el 2009 va signar-hi el seu primer contracte professional.

#### Temporada 2010-11

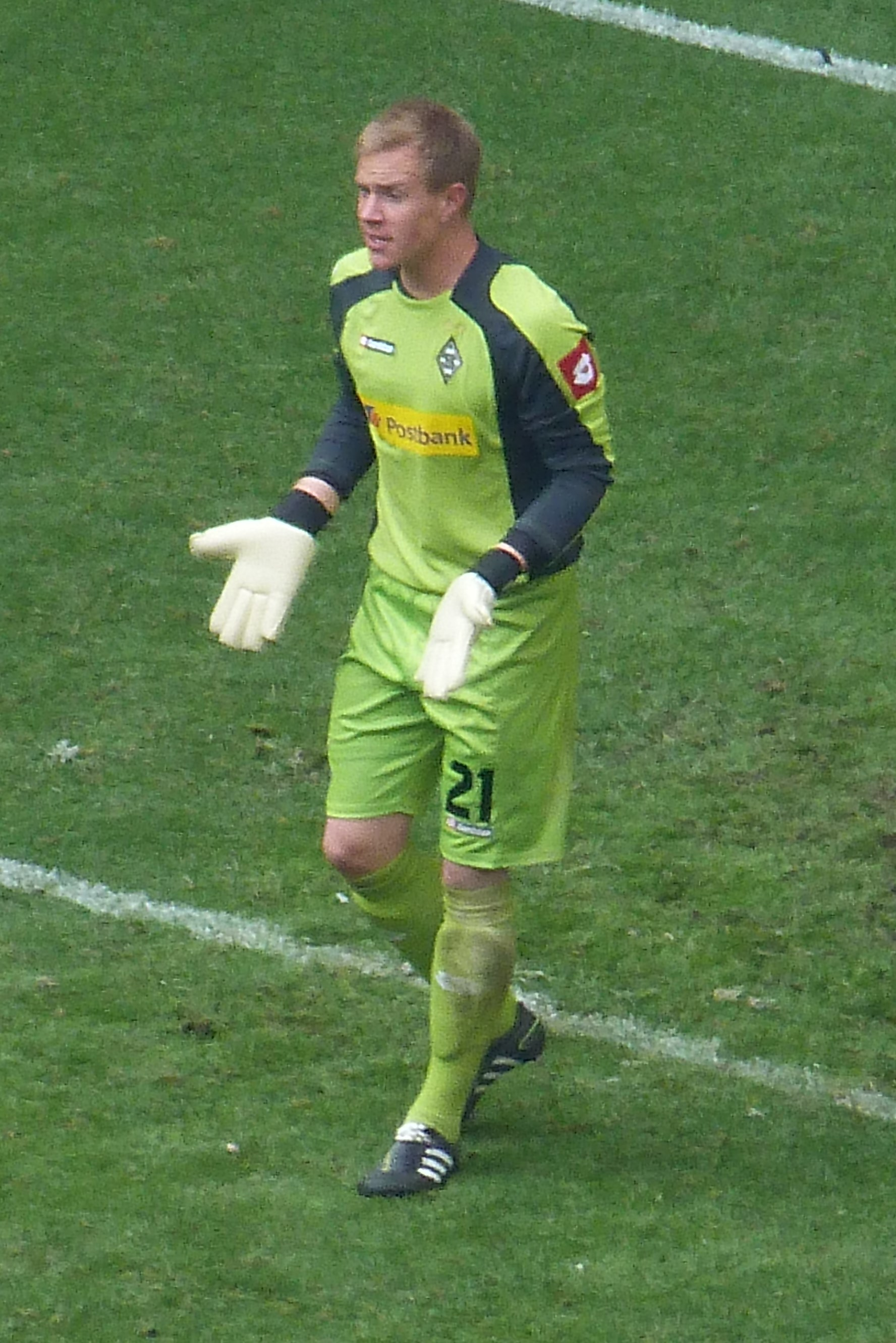
Ter Stegen jugant amb el Mönchengladbach

En la primera meitat de la temporada 2010-11, Ter Stegen es va confirmar com a l'estrella del segon equip del Borussia Mönchengladbach i sovint s'asseia a la banqueta del primer equip. El Borussia es trobava en una situació difícil, intentant evitar el descens: a causa d'això el 14 de febrer de 2011 s'acomiadà l'entrenador Michael Frontzeck, que fou substituït per Lucien Favre, qui prengué el comandament de l'equip amb tan sols 16 punts després de 22 jornades.
Els resultats aviat varen millorar, però la forma irregular del porter titular Logan Bailly va enfonsar novament el conjunt. Els aficionats no van trigar a desacreditar l'internacional belga; el progrés de ter Stegen en el segon equip no havia passat desapercebut als aficionats ni a l'entrenador, i Favre finalment va decidir, el 10 d'abril de 2011, relegar a la banqueta Bailly en el partit contra el FC Köln i situar Ter Stegen com a titular (pocs dies abans del seu 19è aniversari). El jove porter no va decebre i la defensa va tenir una solidesa inèdita. Ter Stegen va mantenir el seu lloc en el primer equip durant la resta de la temporada, sense encaixar cap gol en quatre de les últimes cinc jornades. En aquests partits, ter Stegen va destacar amb una gran actuació contra els eventuals campions, el Borussia Dortmund, fent una sèrie de grans aturades que van permetre el Mönchengladbach obtenir una recordada victòria per 1–0. Finalment, el Borussia Mönchengladbach va evitar el descens en les eliminatòries de descens.

#### Temporada 2011-12
La condició de Ter Stegen com a porter titular es veié consolidada quan Bailly va ser cedit al Neuchâtel Xamax suís i se li va atorgar el dorsal número 1 en reemplaçament del número 21 que havia portat anteriorment.
Durant el mercat d'estiu l'FC Bayern de Múnic fitxà el capità del FC Schalke 04 Manuel Neuer, qui va fer el seu debut davant el Mönchengladbach de Marc-André a l'Allianz Arena. El matx no va desenvolupar-se tal com preveien els experts; no obstant això, ter Stegen va tenir una gran actuació, mentre que a l'altre costat Neuer va cometre un error que va condemnar el 0-1 en contra del seu equip. Després del partit el Borussia Mönchengladbach va millorar notablement el seu joc i entrà en la lluita pel títol. Van acabar la temporada en un sorprenent quart lloc, la qual cosa els permeté jugar la ronda preliminar de la Lliga de Campions de l'any següent. A més, ter Stegen fou nomenat el millor porter del campionat per davant de grans noms com Manuel Neuer i Roman Weidenfeller.

#### Temporada 2012-13
La 2012-13 fou la seva segona temporada com a número 1 del Mönchengladbach, i després que marxés Marco Reus al Borussia Dortmund i Dante al Bayern de Múnic, Ter Stegen va romandre com a la principal estrella de l'equip. No es va perdre ni un sol matx de la Bundeslliga; tan sols en un partit davant el Borussia Dortmund es va haver de retirar per una lesió al minut 75. El Borussia, al final de la primera volta, va tenir difícils i durs partits, però el porter hi ajudà donant una impressió sòlida al darrere. Després de la primera meitat de la temporada, la qual va tenir molts alts i baixos, va ser Ter Stegen qui finalment amb la seva força, rapidesa i reflexos entre els tres pals va controlar l'àrea del Borussia amb nombroses i grans aturades, les quals van tenir un paper important per assegurar una posició digna en la taula.
El febrer de 2013 es va saber que Ter Stegen havia signat un preacord amb el FC Barcelona, tot i que ell ho va negar posteriorment.

#### Temporada 2013-14
tot i haver estat vinculat pels mitjans al Barça, Ter Stegen va romandre a Mönchengladbach per la nova temporada. El 6 de gener de 2014, va refusar de renovar amb el club, permetent les especulacions sobre el seu futur. Al darrer partit de la temporada a casa, una victòria per 3–1 contra el Mainz 05 el 5 de maig, Ter Stegen es va acomiadar entre llàgrimes del Borussia Mönchengladbach.

### FC Barcelona

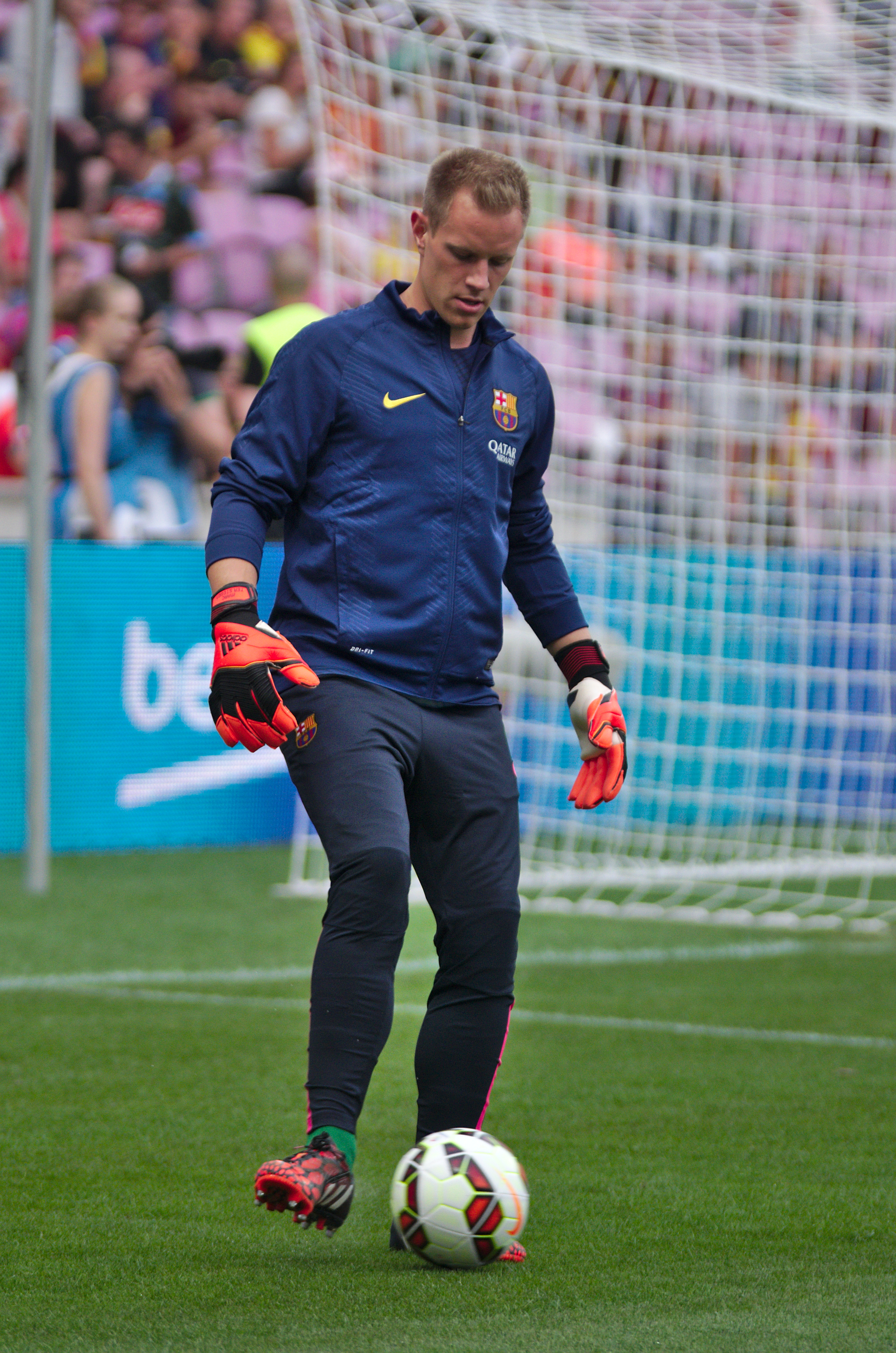
Ter Stegen el 2014, amb el Barça.

#### Temporada 2014-15
El 19 de maig de 2014 el FC Barcelona va anunciar la incorporació del porter a la seva plantilla, per la temporada 2014-15, per substituir la baixa de Víctor Valdés, que deixava el club, així com el segon porter, Pinto. El porter es va presentar amb el Barça el 22 de maig de 2014, quan es va saber que havia firmat per 5 temporades, fins al juny de 2019, amb una clàusula de rescissió de 80 milions d'euros. Dies després de signar amb el Barça, Ter Stegen fou presentat al Camp Nou i va voler evitar les comparacions amb Valdés.
Ter Stegen va patir una lesió abans del primer partit de lliga, cosa que va fer que l'entrenador, Luis Enrique situés Claudio Bravo com a primer porter titular en lliga, torneig en què acabaria guanyant el trofeu Zamora. De tota manera Ter Stegen fou titular tant a la Copa com a la Lliga de Campions de la UEFA.
El 17 de setembre de 2014 va debutar amb el Barça en partit oficial, en el primer partit de la Lliga de Campions contra l'APOEL de Nicòsia, que el FC Barcelona guanyà per 1-0.
Fou titular a la final de la Copa del Rei que l'equip guanyà 3–1 contra l'Athletic Club el 30 de maig de 2015. Una setmana després, el 6 de juny de 2015 formà part de l'equip titular del Barça que va guanyar la final de la Lliga de Campions 2015, a l'Estadi Olímpic de Berlín per 1 a 3, contra la Juventus de Torí. No va jugar cap partit a la lliga 2014-15, tot i que va tenir grans actuacions tant a la Copa com a la Lliga de Campions. Va guanyar el premi a la millor aturada per la que va fer, sobre la línia de gol, contra l'FC Bayern de Múnic, al partit de tornada de les semifinals de la Lliga de Campions de la UEFA.

#### Temporada 2015-16
La seva segona temporada va començar l'11 d'agost de 2015, quan va jugar, com a titular, al partit de la Supercopa d'Europa 2015, a Tbilissi, en què el Barça va guanyar el Sevilla CF per 5 a 4.
Va debutar a La Liga el 12 de setembre de 2015 en un partit contra l'Atlètic de Madrid en què el Barça guanyà per 2–1.
El març de 2016, Ter Stegen va dir, en referència a la política de rotacions de Luis Enrique, que "A llarg termini, aquests 25 partits per temporada no són suficients per a mi. La decisió és de l'entrenador. Espero que la qualitat que he demostrat recentment tingui premi."

#### Temporada 2016-17
En la seva tercera temporada al club va assolir la titularitat a la lliga, després que marxés Claudio Bravo al Manchester City FC. El maig de 2017, acabada la temporada, va renovar contracte amb el FC Barcelona per tres temporades addicionals, fins al 2022, ampliant la clàusula fins als 180 milions d'euros.
Ter Stegen va començar la temporada lesionat, i a causa d'això es va perdre la Supercopa d'Espanya i els primers partits de lliga. El 13 de setembre de 2016, Ter Stegen va concedir un penal, i després el va aturar, a Moussa Dembélé, que mantenia el resultat amb 1–0 en un partit que acabaria en victòria per 7–0 pel Barça contra el Celtic FC a la Lliga de Campions de la UEFA 2016–17. El 2 d'octubre de 2016, Ter Stegen va cometre dues errades crucials que costaren al Barça el partit, perdut per 4–3 contra el Celta de Vigo. Posteriorment es va disculpar, però va dir que no canviaria el seu estil de joc. Posteriorment va rebre bones crítiques en la victòria del Barça 6–1 contra el Paris Saint-Germain a la tornada dels setzens de final de la Champions, per rebre una falta crucial del migcampista del PSG Marco Verratti al mig del camp contrari, que permeté la decisiva rematada de Sergi Roberto al minut 94 que permetia l'equip seguir viu en la competició. Com a resultat, el FC Barcelona es va classificar pels quarts de final de la Lliga de Campions de la UEFA 2016–17. Ter Stegen va tornar a demostrar ser decisiu al segon clàssic de lliga de la temporada, tot fent dotze aturades en una victòria per 3–2 a l'Estadi Santiago Bernabéu contra el Reial Madrid CF, que mantenia l'equip viu en la lluita per la lliga tres punts per darrere del Reial Madrid.

#### Temporada 2017-18
El 29 de maig del 2017, Ter Stegen va signar un nou contracte amb el Barça que el mantindria al club fins al 2022, amb una clàusula de rescissió de 180 milions d'euros.
El 14 d'octubre del 2017, Ter Stegen va fer algunes parades crítiques, incloent dos trets ben col·locats d'Antoine Griezmann de l'Atlètic de Madrid, en un empat 1-1, preservant el rècord d'imbatibilitat del Barcelona en la temporada 2017-18 de La Lliga. El 28 d'octubre del 2017, Ter Stegen va realitzar una fenomenal actuació contra l'Athletic de Bilbao en una victòria per 2-0, rebutjant algunes ocasions clares d'Aritz Aduriz l'última mancant cinc minuts per al final. A partir del 20 de novembre de 2017, Ter Stegen, ajudat per la direcció del llavors entrenador Ernesto Valverde, juntament amb el bon estat de forma del seu company i defensa Samuel Umtiti, va ser el responsable que el Barça tingués el menor nombre de gols encaixats de tots els clubs de les cinc principals lligues europees, amb només quatre en contra. El 22 de novembre de 2017, Ter Stegen va aturar al minut 90 un tret de Paulo Dybala, de la Juventus FC, que era similar a un altre que li havia fet a Ter Stegen en la derrota de la temporada anterior a la Lliga de Campions. El resultat va ser prou bo per assegurar un empat i el primer lloc del Grup D, classificant el FC Barcelona per a la fase eliminatòria de la Lliga de Campions 2017-18. En aquell moment, Ter Stegen havia aturat 23 dels seus últims 24 trets a porta amb un percentatge de parades del 96%.
El 17 d'abril del 2018, Ter Stegen va capitanejar el Barça per primera vegada en un empat 2-2 contra el Celta de Vigo a Balaídos en absència dels capitans habituals Andrés Iniesta i Lionel Messi, amb aquest últim començant a la banqueta.

#### Temporada 2018-19
El 12 d'agost, Ter Stegen va ser titular amb el Barça a la Supercopa d'Espanya 2018, en què el club va derrotar el Sevilla per 2-1 per guanyar el títol, amb Ter Stegen fent una parada de penal tardana que va assegurar la victòria.
Ter Stegen va guanyar el seu quart títol de La Lliga amb el Barça, i va aconseguir les semifinals de la Lliga de Campions de la UEFA 2018-19, on el seu equip va ser eliminat de la competició després de perdre 3-4 al global contra el Liverpool FC, incloent-hi una derrota per 0-4 a Anfield en el partit de tornada.

#### Temporada 2019-20

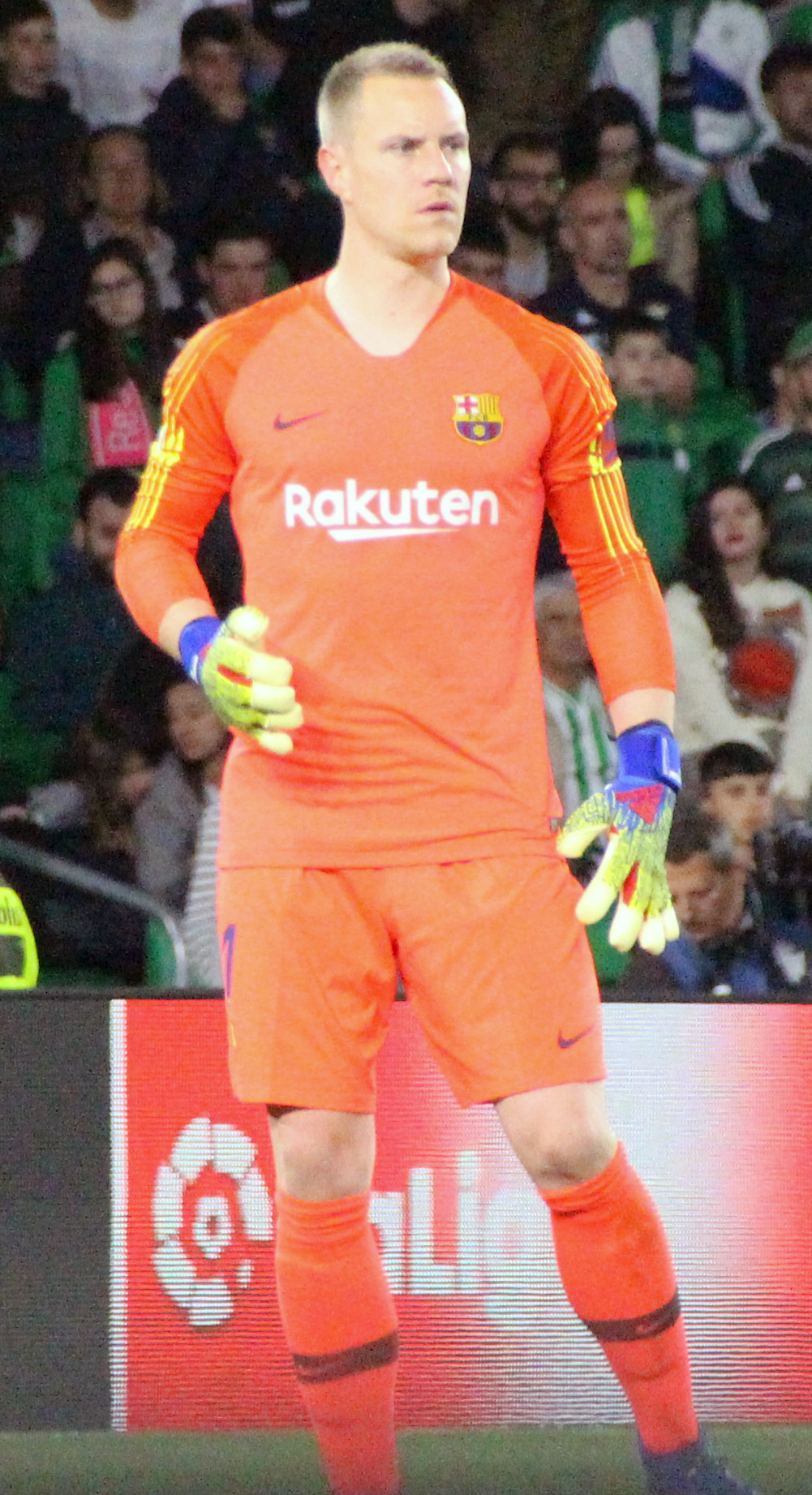

El 28 de setembre del 2019, Ter Stegen va donar una assistència a Luis Suárez per al primer gol en una victòria a domicili per 2-0 contra el Getafe CF, convertint-se en el primer porter del Barcelona a donar una assistència a la Lliga al segle XXI. El 6 d'octubre, Ter Stegen va complir el seu partit 200 amb el Barça en una victòria per 4-0 a casa contra el Sevilla. El 7 de desembre va donar una altra assistència a Antoine Griezmann per al primer gol en una victòria per 5-2 a casa contra el Mallorca. Per primera vegada a la seva carrera al Barça, Ter Stegen va deixar la seva porteria a zero cinc vegades consecutives. La cinquena va ser contra l'Athletic Club en una victòria per 1-0 el 23 de juny de 2020. El 14 d'agost de 2020, va permetre vuit gols en una derrota per 2-8 contra l'FC Bayern de Múnic, eventual campió, en els quarts de final de la Lliga de Campions 2019-20 a Lisboa.

#### Temporada 2020-21
Després del final de la temporada anterior, es va anunciar que Ter Stegen s'havia sotmès amb èxit a una operació de genoll que el mantindria allunyat de l'equip durant més de dos mesos. Es va perdre diversos partits i va ser substituït per Neto.
El 20 d'octubre, Ter Stegen va ampliar el contracte amb el Barça, que el mantindria al club fins al 30 de juny del 2025, amb una clàusula de rescissió de 500 milions d'euros.
El 24 de novembre, Ter Stegen va aconseguir la seva porteria a zero número 100 amb el FC Barcelona en una victòria per 4-0 sobre l'Dinamo de Kíev en un partit de la fase de grups de la Lliga de Campions disputat a l'estadi NSC Olimpiyskiy de Kíev.
El 6 de gener del 2021, en una victòria de lliga per 3-2 contra l'Athletic de Bilbao a San Mamés, Ter Stegen va aconseguir els 250 partits amb el FC Barcelona en totes les competicions, cosa que el va convertir en el cinquè porter amb més partits a la història del club.
Aquest any, va guanyar la Copa del Rei amb el club davant de l'anterior subcampió, l'Athletic de Bilbao (4-0).

#### Temporada 2021-22
Aquesta temporada, Ter Stegen no va guanyar cap trofeu amb l'equip i va quedar segon a la Lliga. El Barça va caure eliminat a la fase de grups de la Lliga de Campions i després va ser baixat a quarts de final de l'Europa League per l'Eintracht de Frankfurt. Aquesta temporada va acabar amb una derrota per 2-0 a casa contra el Vila-real CF.

#### Temporada 2022-23
El 30 de desembre del 2022, Ter Stegen va ser nomenat quart capità del Barcelona, després de la retirada de Gerard Piqué a meitat de temporada.
Ter Stegen va guanyar el cinquè títol de Lliga amb el Barça. Al capdavant d'una defensa reforçada pels fitxatges de Jules Koundé i Andreas Christensen, Ter Stegen va guanyar el primer Trofeu Zamora per encaixar només 18 gols en 38 partits. A més, els seus 26 gols a zero van igualar el rècord de Paco Liaño la temporada 1993-94. Tot i el seu èxit a la Lliga, el Barça va quedar eliminat de la fase de grups de la Lliga de Campions i de l'Europa League a l'eliminatòria de vuitens de final contra el Manchester United FC.

#### Temporada 2024–25
L'11 d'agost de 2024, després que marxés Sergi Roberto del club, ter Stegen va ser anunciat com a nou capità del Barça. Després d'una ruptura del tendó rotulià durant el partit contra el Vila-real al setembre, va ser descartat per a la resta de la temporada 2024-25 del FC Barcelona. Malgrat la seva lesió, va aixecar el seu primer trofeu com a capità el 12 de gener de 2025, després d'una victòria per 5-2 contra el Reial Madrid a la final de la Supercopa d'Espanya. L'abril de 2025 va retornar als entrenaments amb l'alta mèdica, després d'una llarga absència, i va recuperar el rol de capità.

## Selecció alemanya

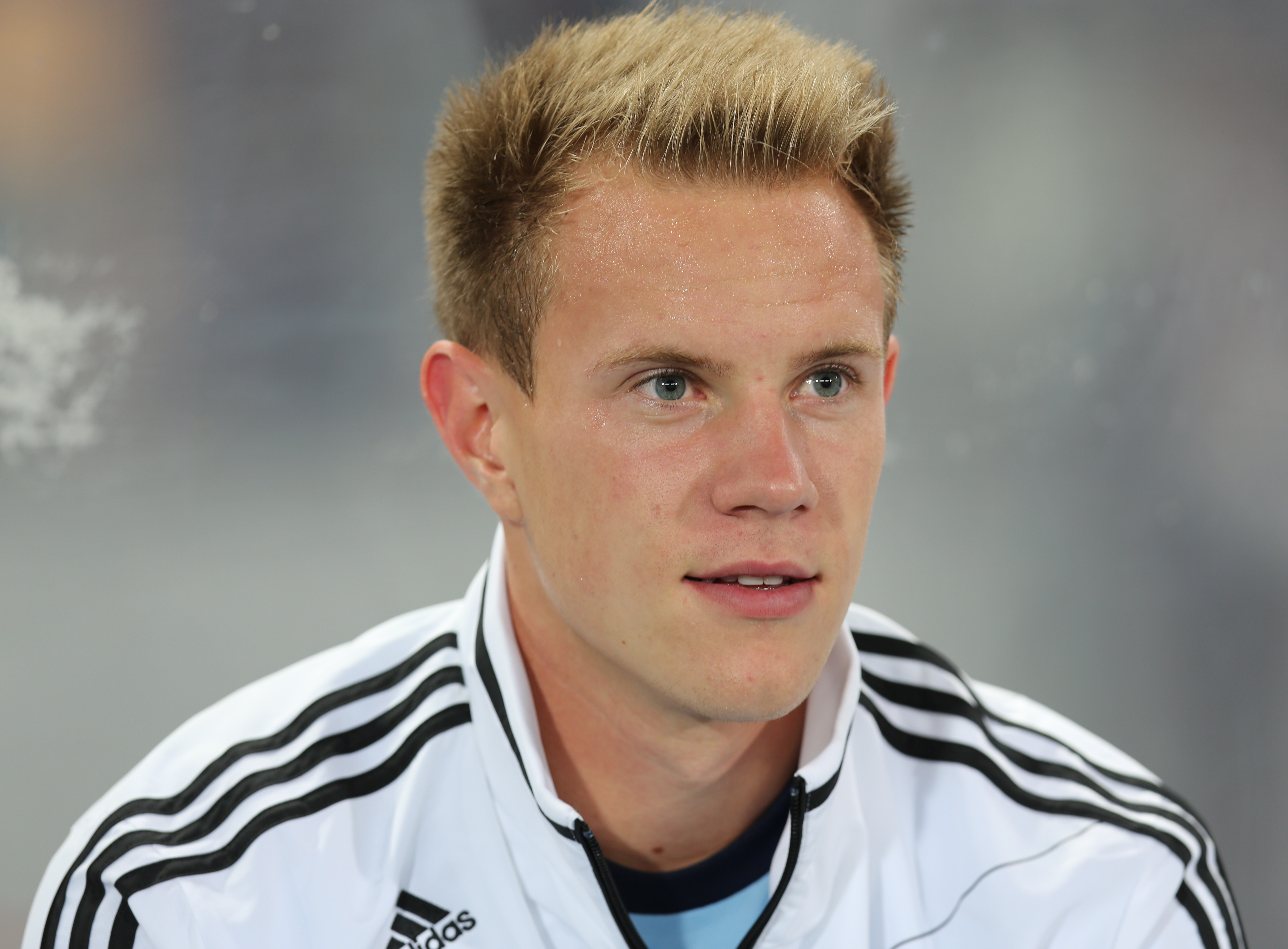
Ter Stegen amb la selecció alemanya de futbol el 2012.

El maig de 2009, va ser triat com a porter titular per a la Selecció alemanya sub-17. Va guanyar 2-1 a la final del Campionat Europeu sub-17 de la UEFA 2009 contra la selecció neerlandesa, i fou escollit, juntament amb l'italià Mattia Perin com un dels dos millors porters del campionat. Va jugar la Copa del Món de futbol sub-17 de 2009 a Nigèria, però l'equip va ser eliminat en la segona ronda per la selecció suïssa, la qual finalment es proclamaria campiona.
El 29 de febrer de 2012 va fer el seu debut amb la selecció sub-21 que va guanyar a Halle 1-0 contra la selecció grega.
Joachim Löw el va incloure en la llista de jugadors preliminar de la selecció absoluta per a l'Eurocopa 2012. El 26 de maig de 2012 a Sankt Jakob-Park va perdre contra Suïssa 3-5 en el seu gran debut internacional. El seu debut amb la selecció absoluta va ser el 26 de maig de 2012, en una derrota per 5–3 en un amistós contra Suïssa. Finalment, Joachim Löw va anunciar al maig que Ter Stegen no estaria a la llista definitiva per disputar el l'Eurocopa.
En el seu segon partit internacional, el 15 d'agost, un amistós contra l'Argentina, va aturar un penal a Messi immediatament després d'haver entrat després de l'expulsió de Ron-Robert Zieler, cosa que el va convertir en la gran figura del partit tot i haver perdut el partit per 3 a 1. Fou convocat per la gira alemanya pels Estats Units a mitjan 2013. El 2 de juny, contra els Estats Units, va fallar un control després d'una passada enrere de Benedikt Höwedes, que li va costar un gol en pròpia porteria. El partit va acabar 4–3 pels americans. Això feu que en els tres primers partits disputats amb la selecció, els tres es perdessin, amb 12 gols en contra. El primer cop que acabà amb la porteria a zero fou en el partit amistós contra Polònia a Hamburg el 13 de maig de 2016, en què entrà a la mitja part substituint Zieler.

## Vida personal
Ter Stegen va néixer a Mönchengladbach, Renània del Nord-Westfàlia. És d'ascendència neerlandesa a través del pare. Es va casar amb la seva xicota de tota la vida, Daniela Jehle, a Sitges el maig de 2017. El 28 de desembre del 2019, la seva dona va donar a llum el seu primer fill, Ben.

## Estadístiques de la carrera
Actualitzat a l'últim partit jugat el 19 de març de 2023
| Temporada     | Club                                     | Lliga | Lliga | Copa  | Copa  | Internacional | Internacional | Total | Total |
| Temporada     | Club                                     | P. J. | Gols  | P. J. | G. E. | P. J.         | G. E.         | P. J. | G. E. |
| ------------- | ---------------------------------------- | ----- | ----- | ----- | ----- | ------------- | ------------- | ----- | ----- |
| 2009-10       | Borussia · Mönchengladbach II · Alemanya | 3     | 4     | —     | —     | —             | —             | 3     | 4     |
| 2010-11       | Borussia · Mönchengladbach II · Alemanya | 15    | 19    | —     | —     | —             | —             | 15    | 19    |
| Total         | Borussia · Mönchengladbach II · Alemanya | 18    | 23    | 0     | 0     | 0             | 0             | 18    | 23    |
| 2010-11       | Borussia · Mönchengladbach · Alemanya    | 6     | 3     | -     | -     | -             | -             | 6     | 3     |
| 2011-12       | Borussia · Mönchengladbach · Alemanya    | 34    | 24    | 5     | 2     | -             | -             | 39    | 26    |
| 2012-13       | Borussia · Mönchengladbach · Alemanya    | 34    | 47    | 2     | 1     | 9             | 15            | 45    | 63    |
| 2013-14       | Borussia · Mönchengladbach · Alemanya    | 34    | 43    | 1     | 0     | -             | -             | 35    | 43    |
| Total         | Borussia · Mönchengladbach · Alemanya    | 108   | 117   | 8     | 3     | 9             | 15            | 125   | 135   |
| 2014-15       | FC Barcelona · Catalunya                 | 0     | 0     | 8     | 5     | 13            | 11            | 21    | 16    |
| 2015-16       | FC Barcelona · Catalunya                 | 4     | 7     | 7     | 8     | 9             | 9             | 20    | 24    |
| 2016-17       | FC Barcelona · Catalunya                 | 36    | 33    | 1     | 2     | 9             | 12            | 46    | 47    |
| 2017-18       | FC Barcelona · Catalunya                 | 37    | 28    | -     | -     | 9             | 6             | 46    | 34    |
| 2018-19       | FC Barcelona · Catalunya                 | 35    | 31    | 3     | 2     | 11            | 9             | 49    | 42    |
| 2019-20       | FC Barcelona · Catalunya                 | 36    | 36    | 2     | 1     | 8             | 13            | 21    | 23    |
| 2020-21       | FC Barcelona · Catalunya                 | 31    | 32    | 6     | 9     | 5             | 9             | 42    | 50    |
| 2021-22       | FC Barcelona · Catalunya                 | 35    | 34    | 2     | 6     | 12            | 17            | 49    | 56    |
| 2022-23       | FC Barcelona · Catalunya                 | 26    | 9     | 4     | 3     | 7             | 14            | 37    | 26    |
| Total         | Total                                    | 243   | 211   | 36    | 41    | 85            | 103           | 364   | 355   |
| Total carrera | Total carrera                            | 371   | 352   | 44    | 44    | 94            | 116           | 509   | 512   |

## Palmarès

### FC Barcelona
- 1 Lliga de Campions: 2014-15[76]
- 1 Supercopa d'Europa: 2015[31]
- 1 Campionat del Món de Clubs de futbol: 2015[77]
- 6 Lligues espanyoles: 2014-15,[78] 2015-16,[79] 2017-18,[80] 2018-19,[81] 2022-23[82] i 2024-25
- 6 Copes del Rei: 2014-15,[83] 2015-16[84] 2016-17,[85] 2017-18,[86] 2020–21[87] i 2024–25[88][89]
- 4 Supercopes d'Espanya: 2016,[90] 2018,[91] 2023[92] i 2025[93]

### Selecció alemanya
- 1 Copa Confederacions de la FIFA: 2017[94]
- 1 Campionat d'Europa sub-17: 2009[95]